# Desaparición de Jared Negrete
Jared Negrete (nacido el 11 de septiembre de 1978) es un joven estadounidense que desapareció en el Condado de San Bernardino (California) el 19 de julio de 1991, a los 12 años de edad.

## Desaparición
Negrete había ido con sus compañeros Boy Scouts de acampada, siendo la primera excursión en la que pasaba la noche. De alguna manera se separó de su grupo, probablemente tras quedarse rezagado y luego equivocarse de camino. Negrete fue visto por última vez vistiendo pantalones verdes de Boy Scout, con una camiseta de color canela (posiblemente una camiseta estilo Boy Scout), y con zapatillas de tenis negras de caña alta.

## Investigación
Cuando se llevó a cabo una búsqueda para encontrar a Negrete, se revelaron doce instantáneas de una cámara que se descubrió que podría haberle pertenecido. La mayoría de las imágenes del carrete mostraban el paisaje circundante, mientras que la última imagen era un primer plano de la cara de Jared. Sólo se veían sus ojos y su nariz. Durante los 19 días que duró la búsqueda, se peinó la zona del monte San Gorgonio, de 3 500 metros de altura. Se encontraron huellas de zapatos a unos 3 000 metros que coincidían con las de Negrete. También se encontró su mochila, así como algunos envoltorios de cecina y caramelos, pero no se pudo localizar al propio Negrete. En 2001, el padre de Jared, Felipe Negrete, se involucró en el caso de otro excursionista que se perdió en la misma zona, un chico de 16 años llamado William Parven.